# Betriebliches Bündnis für Arbeit
Die sogenannten Betrieblichen Bündnisse für Arbeit in Deutschland sind Vereinbarungen zwischen Arbeitgeber und Betriebsrat: Die Arbeitnehmer sollen auf bestimmte Rechte verzichten und erhalten dafür als Gegenleistung des Arbeitgebers eine Arbeitsplatzgarantie.
Im Zentrum stehen die Senkung der Arbeitskosten und die Flexibilisierung der Arbeitsbedingungen. Es werden auch Themen verhandelt, die nach den Bestimmungen des Betriebsverfassungsgesetzes nicht der Mitbestimmung unterliegen, sondern dem Direktionsrecht der Unternehmensleitung oder der Regulierung durch die Tarifparteien. Das kann dazu führen, dass die Grenzen geltender Flächentarifverträge verletzt werden, etwa wenn untertarifliches Arbeitsentgelt gezahlt wird.
1996 gab es den Fall der Firma Viessmann: Der Arbeitgeber wollte ein neues Werk in Tschechien bauen. Der Betriebsrat hat daraufhin mit der Unternehmensleitung verhandelt, welche Kosteneinsparungen nötig sind, um die Investition stattdessen in Deutschland möglich zu machen. Daraufhin wurden drei unentgeltliche Überstunden pro Woche vereinbart.
Rechtlich sind betriebliche Bündnisse umstritten, da sie einigen Gerichtsentscheidungen zufolge die Tarifautonomie aushöhlen können und auch besonders gegen das in Art. 9 GG festgeschriebene Recht auf Koalitionsfreiheit verstoßen können. So existieren z. B. umstrittene Urteile des Bundesarbeitsgerichtes wie den sogenannten Burda-Beschluss von 1999 (BAG, Beschluss vom 20. April 1999 - 1 ABR 72/98). Der 4. Senat fällte im Jahre 2003 allerdings ein sich sehr von vorheriger Rechtsprechung des 1. Senates unterscheidendes Urteil zur Zulässigkeit eines Unterlassungsanspruchs der Gewerkschaften (BAG, Urteil vom 19. März 2003 - 4 AZR 271/02).

## Positionen in Politik und Wirtschaft
Die Arbeitgeberseite lobt betriebliche Bündnisse als wichtiges Mittel zur Modernisierung und Flexibilisierung des Branchentarifs (Bundesvereinigung der deutschen Arbeitgeberverbände).
Die Gewerkschaften sehen betriebliche Bündnisse für Arbeit kritisch. Sie befürchten, dass Tarifverträge nur noch einen unverbindlichen Rahmen abgeben sollen.
CDU und FDP streben an, betriebliche Bündnisse für Arbeit gesetzlich abzusichern. Von der Bundestagsmehrheit abgelehnt wurde ein 2002 von der FDP eingebrachter Entwurf eines „Gesetzes zur Sicherung betrieblicher Bündnisse für Arbeit“, ebenso 2003 ein Gesetzentwurf der CDU/CSU-Bundestagsfraktion unter dem Oberbegriff „Modernisierung des Arbeitsrechts“, der unter anderem die betrieblichen Bündnisse für Arbeit regelte.
Im Rahmen des Bundestagswahlkampfes 2005 kündigten CDU, CSU und FDP an, im Falle eines Wahlsieges die betriebliche Bündnisse für Arbeit gesetzlich abzusichern, ihnen eine zentrale Rolle bei der Tarifpolitik einzuräumen. Daraufhin drohte Michael Sommer, damals Vorsitzender des DGB, an, man werde – sollte die Lohnfindung in die Betriebe verlagert werden –  zum „Häuserkampf“ übergehen; ferner kündigte er eine Verfassungsbeschwerde an. Der damalige Vorsitzende der IG Bergbau, Chemie, Energie, Hubertus Schmoldt drohte mit einem Streik.